# 北カンタベリー地震 (2016年)
北カンタベリー地震（きたカンタベリーじしん）とは、2016年11月14日0時2分（現地時間）に、ニュージーランド南部で発生したM7.8の地震。

## 概要
2016年11月14日0時2分（現地時間）にニュージーランドの都市・クライストチャーチから北東93km付近を震源地として発生、震源の深さは約23kmと推定される。
アメリカ地質調査所（USGS）によれは、本地震はアンバーリーから北北東53km付近が震源地と推定される。
本地震により、ニュージーランドの観光地であるカイコウラ沿岸部に2m前後の津波が押し寄せたことが観測されている。
ジョン・キー（ニュージーランド首相）は、「本地震により少なくても2名が死亡した」と記者会見にて発表した。またニュージーランド民間防衛&緊急管理省では地震発生直後から現地住民に対して避難命令を出したり、救難隊を派遣するなどの対応を執っている。